# وقف الجفرة

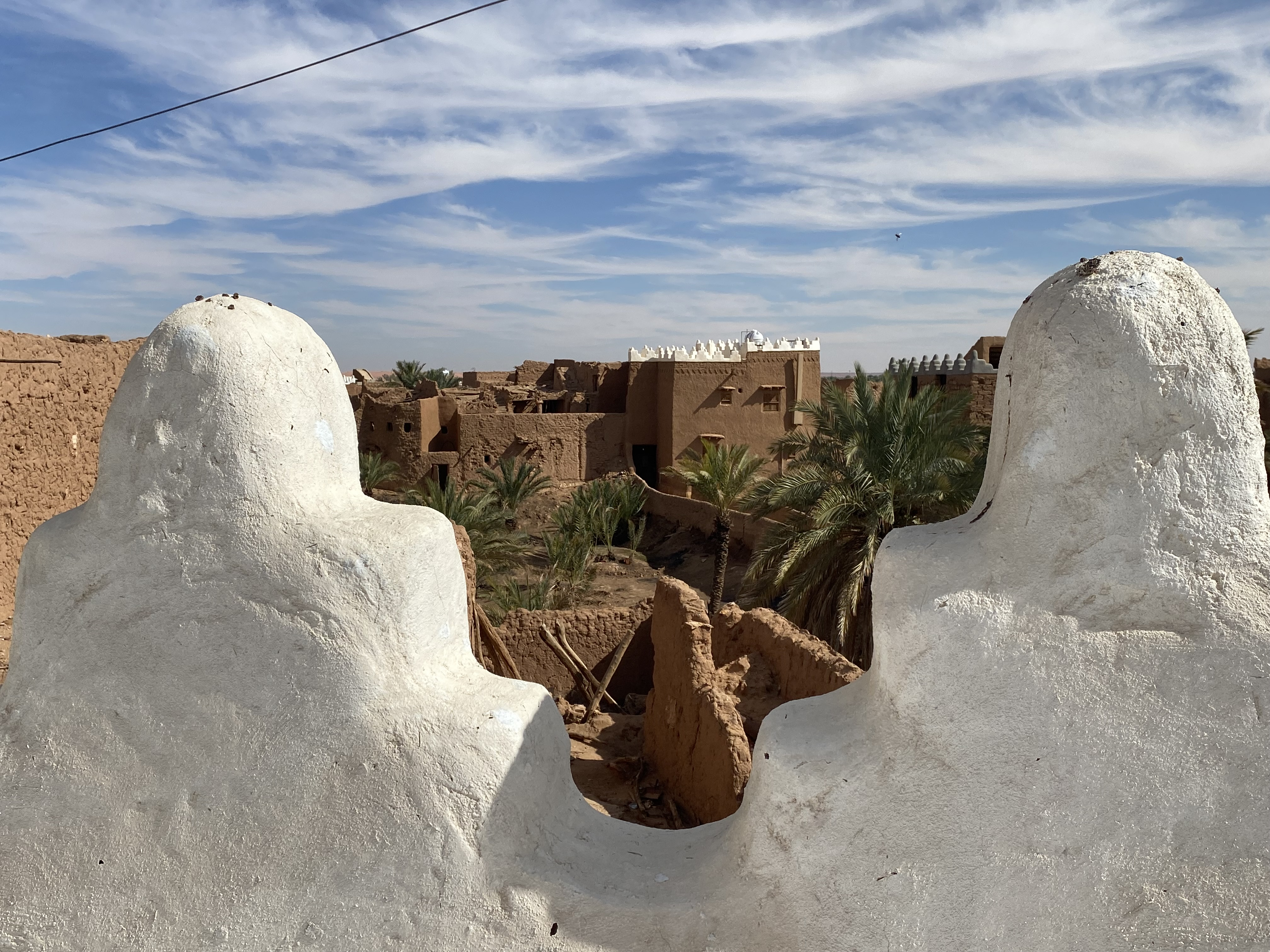
قرية أشيقر التراثية - صورة من سطح أحد المنازل

وقف الجفرة، هو عبارة عن عقار موقوف، يمثل حائط نخيل باسم (حائط الجُفرَة)، وتبلغ مساحته التقريبية 5600م2، ويقع في الجهة الشرقية من بلدة أُشَيْقِر، ويحدَّه من الشمال حائط الرشيدي وحائط ابن ظفر و وقف صبيح، ومن الجنوب السوق العابر، ومن الشرق حائط الركوز، ومن الغرب حائط القطيعة وحائط ابن خراش، وعدد النخيل الموجود به الآن بعد تجديده حوالي 200 نخلة، وعدد الآبار ثلاث آبار، منها بئر واحدة قديمة، وبئران ارتوازيان حديثان.

## وثيقة وقف (الجُفْرَة)
تاريخ الوثيقة: 17/ 04/ 1017هـ – 07/30/ 1608م.
ومكانها: بلدة (أُشَيْقِر وسط السعودية).
الواقفون: الإخوة محمد وعبد الله وعبد الرحمن – أبناء أحمد بن إسماعيل بن عقيل بن إبراهيم.

## نوع الوقف والعين الموقوفة
نوع الوقف ذري المبتدأ "الذرية وما تناسلوا"، وخيري المنتهى "الفقراء والمساكين.
وأما عين الوقف، فهو عقار يُسمى بالجُفرَة – أرضه ونخله -، والموقوف عليهم: ذرية الواقفين ما تعاقبوا وتناسلوا.